# Anthony Igwe
Anthony Igwe   (Nigèria, 24 de desembre de 1945) fou un futbolista nigerià de la dècada de 1960.
Fou internacional amb la selecció de futbol de Nigèria amb la qual competí als Jocs Olímpics de 1968.
Pel que fa a clubs, destacà a Stationary Stores i NEPA FC.